# فريديريك بل
فريديريك بل (بالفرنسية: Frédérique Bel)‏ هي ممثلة فرنسية.

## حياتها المبكرة والتعليم
ولدت فريديريك بل في آنسي في مقاطعة سافوا العليا.بعد حصولها على الباكالوغيا انتقلت إلى منطقة ألزاس حيث درست الأدب الحديث في جامعة مارك بلوخ في ستراسبورغ. بعد تخرجها عملت كعارضة أزياء.

## الجدل
أثارت فريديريك الكثير من الجدل بسبب صورها وتعليقاتها على مواقع التواصل الأجتماعي.في 2012 تم حظر حسابها على موقع تويتر بسبب نشرها صور لها وهي عارية. وذلك بعد يومين فقط من إنشائها الحساب. بعد ثلاثة أيام عاد الحساب وسمحت بالنشر مرة أخرى.
في نوفمبر 2014 قام موقع الفيسبوك بحظرها لمدة سبعة أيام بسبب تعليق نشرته حول الاتجار بالنساء في تنظيم الدولة الإسلامية.

## اعمالها
- 2004 خطوبة طويلة جدا بدور عاهرة

## روابط خارجية
- فريديريك بل على موقع IMDb (الإنجليزية)
- فريديريك بل على موقع روتن توميتوز (الإنجليزية)
- فريديريك بل على موقع قاعدة بيانات الأفلام العربية
- فريديريك بل على موقع ألو سيني (الفرنسية)
- فريديريك بل على موقع أول موفي (الإنجليزية)
- فريديريك بل على موقع قاعدة بيانات الأفلام السويدية (السويدية)
- فريديريك بل على موقع قاعدة بيانات الفيلم (الإنجليزية)
- فريديريك بل على موقع كينوبويسك (الروسية)